# Cadets en vacances
Pour plus de détails, voir Fiche technique et Distribution.
Cadets en vacances (Cadet Holiday) est un film sur Camp Ipperwash, réalisé en 1951 par David Bairstow, Robert Humble, et Douglas Wilkinson.

## Fiche technique
- Titre : Cadets en vacances
- Titre Original : Cadet Holiday
- Réalisation : David Bairstow, Robert Humble, Douglas Wilkinson
- Scénario : David Bairstow
- Production : Sydney Newman et Michael Spencer
- Photographie : Robert Campbell, Robert Humble
- Musique originale : Robert Fleming
- Son : Clarke Da Prato, Peter Jones
- Pays d’origine : Canada
- Date de sortie : 1951

## Distribution
- John Drainie : narrateur